# La Atalaya (ort)
La Atalaya är en ort i Spanien.   Den ligger i provinsen Provincia de Salamanca och regionen Kastilien och Leon, i den centrala delen av landet, 230 km väster om huvudstaden Madrid. La Atalaya ligger 795 meter över havet och antalet invånare är 136.
Terrängen runt La Atalaya är kuperad åt nordost, men åt sydväst är den platt. Terrängen runt La Atalaya sluttar västerut. Runt La Atalaya är det glesbefolkat, med 11 invånare per kvadratkilometer. Närmaste större samhälle är Ciudad Rodrigo, 14,7 km nordväst om La Atalaya. Omgivningarna runt La Atalaya är huvudsakligen savann.